# نمو أخضر

النمو الأخضر هو مصطلح لوصف المسار الافتراضي للنمو الاقتصادي المستدام بيئيًا. وباعتبار النمو الاقتصادي هدف رئيسي، فلا بد من فصل النمو الاقتصادي عن استخدام الموارد والتأثيرات البيئية الضارة. يرتبط النمو الأخضر ارتباطًا وثيقًا بمفاهيم الاقتصاد الأخضر والاقتصاد منخفض الكربون أو التنمية المستدامة. يعدّ الانتقال إلى أنظمة الطاقة المستدامة المحرك الرئيسي للنمو الأخضر. يجادل المدافعون عن سياسات النمو الأخضر بأن السياسات الخضراء المنفذة بجودة يمكنها خلق فرص عمل في قطاعات مثل الطاقة المتجددة أو الزراعة الخضراء أو الحراجة المستدامة.
وضعت العديد من البلدان والمنظمات الدولية، مثل منظمة التعاون الاقتصادي والتنمية، والبنك الدولي، والأمم المتحدة، استراتيجيات بشأن النمو الأخضر. بينما تكرّس بعض المنظمات الأخرى نفسها لقصية النمو الأخضر مثل المعهد العالمي للنمو الأخضر. استُخدم مصطلح النمو الأخضر لوصف الاستراتيجيات الوطنية أو الدولية، كجزء من الانتعاش الاقتصادي من الركود الذي سببه كوفيد-19 مثلًا، ويُأطّر غالبًا باعتباره تعافٍ أخضر.
يسلط منتقدو النمو الأخضر الضوء على إغفال نهج النمو الأخضر- بشكل كامل- للتغيير الأساسي اللازم في النظم الاقتصادية من أجل معالجة أزمة المناخ وأزمة التنوع الحيوي والتدهور البيئي. يشير النقاد بدلًا من ذلك إلى أطر بديلة للتغيير الاقتصادي مثل الاقتصاد الدائري أو تراجع النمو أو اقتصاديات الدونات أو التغييرات الأساسية المماثلة التي تراعي بشكل أفضل الحدود الكوكبية.

## الاصطلاح
ينبع النمو الأخضر والمفاهيم المتعلقة به من ملاحظة أن النمو الاقتصادي خلال 250 سنة مضت قد كان إلى حد كبير على حساب البيئة التي تعتمد عليها الأنشطة الاقتصادية. يفترض مفهوم النمو الأخضر إمكانية استمرار النمو الاقتصادي والتنمية، في الوقت الذي يجري فيه تقليل الآثار السلبية المرتبطة بالبيئة- بما في ذلك التغير المناخي- أو بينما تستمر البيئة الطبيعية في تقديم خدمات النظام البيئي، مما يعني أن عملية الفصل قائمة.
ينقسم الفصل إلى نوعين، نسبي ومطلق، إذ يحدث الفصل النسبي مع استمرار الضغط البيئي بالنمو، ولكن بشكل أقل من الناتج المحلي الإجمالي. بينما في الفصل المطلق، يحدث انخفاض مطلق في استخدام الموارد أو الانبعاثات، وينمو الاقتصاد.
تجري عمليات التمييز بناءً على ما يؤخذ في الاعتبار: فصل النمو الاقتصادي عن استخدام الموارد (فصل الموارد) أو عن الضغط البيئي (فصل التأثير)، والمؤشرات المختلفة للنمو الاقتصادي والضغوط البيئية (مثل استخدام الموارد، والانبعاثات، وفقدان التنوع الحيوي)، وما هو على المستوى المحلي فقط أو إمكانية تأثيره أيضًا على طول سلسلة القيمة العالمية، أو الاقتصاد بأكمله أو القطاعات الفردية (مثل الطاقة والزراعة)، والفصل المؤقت مقابل الدائم، أو الفصل للوصول إلى أهداف معينة (مثل الحد من الاحتباس الحراري بمقدار 1.5 درجة مئوية أو البقاء ضمن الحدود الكوكبية).

## النمو الأخضر كاستراتيجية سياسية
تم استخدام مصطلح النمو الأخضر لوصف الاستراتيجيات الوطنية أو الدولية، على سبيل المثال كجزء من الانتعاش الاقتصادي من ركود الناتج عن جائحة كورونا.

## توظيف
وفقًا لمنظمة العمل الدولية، يمكن للتحول إلى اقتصاد أكثر خضرة أن يخلق 24 مليون وظيفة جديدة على مستوى العالم بحلول عام 2030، إذا تم وضع السياسات الصحيحة. أيضًا، إذا لم يتم الانتقال إلى الاقتصاد الأخضر، فقد تفقد 72 مليون وظيفة بدوام كامل بحلول عام 2030 بسبب الإجهاد الحراري، وستؤدي زيادة درجات الحرارة إلى قصر ساعات العمل المتاحة، خاصة في الزراعة.

## الجهود التنظيمية للنمو الأخضر
- وكالة الطاقة الدولية: نشرت وكالة الطاقة الدولية في عام 2020 إستراتيجية نحو «صفقة جديدة للطاقة النظيفة»،[14] يتم الترويج لها بقوة من قبل المدير التنفيذي فاتح بيرول.[15]
- صندوق النقد الدولي: في عام 2020، حثت كريستالينا جورجيفا، رئيسة صندوق النقد الدولي، الحكومات على استثمار قروض الطوارئ في القطاعات الخضراء، وإلغاء الإعانات المقدمة للوقود الأحفوري والكربون الضريبي.[16]
- لجنة الأمم المتحدة الاقتصادية والاجتماعية لآسيا والمحيط الهادئ (UNESCAP): في عام 2012، أصدرت اللجنة الاقتصادية والاجتماعية لآسيا والمحيط الهادئ التابعة للأمم المتحدة خارطة طريق النمو المنخفض الكربون الأخضر لآسيا والمحيط الهادئ لاستكشاف الفرص التي يوفرها مسار النمو الأخضر المنخفض الكربون للمنطقة. توضح خارطة الطريق خمسة مسارات يمكن من خلالها دفع تغيير النظام الاقتصادي اللازم لمتابعة النمو الأخضر المنخفض الكربون كمسار جديد للتنمية الاقتصادية.[17]
- منظمة التعاون الاقتصادي والتنمية: في عام 2011، نشرت منظمة التعاون الاقتصادي والتنمية إستراتيجية تجاه النمو الأخضر.[18]
- اليونيب: في عام 2008، قاد برنامج الأمم المتحدة للبيئة (اليونيب) مبادرة الاقتصاد الأخضر.[19]
- البنك الدولي: في عام 2012، نشر البنك الدولي تقريره «النمو الأخضر الشامل للجميع: الطريق إلى التنمية المستدامة».[20]
- غرفة التجارة الدولية (ICC): في عام 2010، أطلقت غرفة التجارة الدولية فرقة العمل العالمية الفريدة من نوعها المعنية بالاقتصاد الأخضر، مما أدى إلى خريطة طريق الاقتصاد الأخضر، وهو دليل للأعمال التجارية وصناع السياسات والمجتمع تم نشره في عام 2012.[21] [22]

### المنظمات المكرسة للنمو الأخضر
- معهد النمو الأخضر العالمي: تأسس في عام 2010 من قبل الرئيس الكوري لي ميونغ باك ولاحقًا تم إطلاق GGGI لأول مرة كمركز أبحاث في عام 2010 من قبل الرئيس الكوري لي ميونج باك [23] وتم تحويله لاحقًا إلى منظمة دولية قائمة على المعاهدات في عام 2012 في قمة ريو +20 في البرازيل.[24]
- منصة المعرفة بشأن النمو الأخضر: في يناير 2012، وقع المعهد العالمي للنمو الأخضر، ومنظمة التعاون والتنمية في الميدان الاقتصادي (OECD)، وبرنامج الأمم المتحدة للبيئة (UNEP)، والبنك الدولي مذكرة تفاهم لإطلاق المعرفة بالنمو الأخضر رسميًا منصة (GGKP).[25] تتمثل مهمة GGKP في تعزيز وتوسيع الجهود لتحديد ومعالجة الفجوات المعرفية الرئيسية في نظرية وممارسة النمو الأخضر، ومساعدة البلدان على تصميم وتنفيذ سياسات للتحرك نحو الاقتصاد الأخضر.[26]
- المدرسة العليا للنمو الأخضر KAIST: المدرسة العليا للنمو الأخضر (GSGG) [27] في المعهد الكوري المتقدم للعلوم والتكنولوجيا (KAIST) يوفر تعليمًا وبحوثًا عالمية المستوى في مجال الأعمال الخضراء والتمويل المستدام والسياسة من خلال الأعمال والسياسات الخضراء برامج (MS)، Green Business (MS / Ph.D.)، ماجستير في إدارة الأعمال الخضراء، وبرامج مسار الأعمال الخضراء والتمويل الأخضر. تم تصنيف GSGG في المرتبة الرابعة في "Better World MBA" من قبل Corporate Knights في عام 2015.[28] تأسست GSGG في عام 2013، وهي ترعى المتخصصين في النمو الأخضر للتعامل مع تغير المناخ والتكيف معه.

### جهود النمو الأخضر الوطنية
- كوريا الجنوبية: تجري مناقشة النمو الأخضر في الجمعية الوطنية في عام 2020.[29]
- المملكة المتحدة: دعت لجنة تغير المناخ بشدة إلى النمو الأخضر في عام 2020.[30]
- الولايات المتحدة: اتخذ الرئيس باراك أوباما عدة خطوات نحو النمو الأخضر. وهو يعتقد أنه من خلال الاستثمار في المستقبل، لن يقلل إنتاج الطاقة من الاعتماد على مصادر الطاقة الأجنبية فحسب، بل سيخلق أيضًا وظائف و «اقتصاد طاقة نظيفة». كان لدى أوباما هدف تثبيت 10 جيجاوات من المشاريع المتجددة بحلول عام 2020، ومضاعفة إنتاج طاقة الرياح والطاقة الشمسية بحلول عام 2025، وتطوير مثل هذه السياسات، مما سيساعد على تشكيل الاقتصاد الأخضر للبلاد.[31] حدد تقرير عام 2014 الصادر عن مركز التقدم الأمريكي مستويات الاستثمار اللازمة للولايات المتحدة لتحقيق النمو الأخضر، مع تلبية مستويات خفض الانبعاثات التي حددتها الهيئة الحكومية الدولية المعنية بتغير المناخ (IPCC).[32] في عام 2019، قدم أعضاء الكونغرس الديمقراطيون قرار الصفقة الخضراء الجديدة لإنشاء مظلة للبرامج الحكومية المستقبلية.[33] [34]